# French Juniors 2002
Das French Juniors 2002 als bedeutendstes internationales Nachwuchsturnier von Frankreich im Badminton fand vom 1. bis zum 3. November 2002 in Échirolles.

## Sieger und Platzierte
| Disziplin    | Gold                            | Silber                          | Bronze                           |
| ------------ | ------------------------------- | ------------------------------- | -------------------------------- |
| Herreneinzel | Miha Šepec jr.                  | Craig Goddard                   | Maxime Mora                      |
| Herreneinzel | Miha Šepec jr.                  | Craig Goddard                   | Bruno Cazau                      |
| Dameneinzel  | Urška Silvester                 | Špela Silvester                 | Jeanine Cicognini                |
| Dameneinzel  | Urška Silvester                 | Špela Silvester                 | Laura Choinet                    |
| Herrendoppel | Jamie Neill Andrew Bowman       | Matthew Honey Harry Wright      | Nejc Boljka Luka Kumelj          |
| Herrendoppel | Jamie Neill Andrew Bowman       | Matthew Honey Harry Wright      | Théophile Pelayo Baptiste Carême |
| Damendoppel  | Špela Silvester Urška Silvester | Elena Johnson Reshmi Ouseph     | Laura Choinet Tiphaine Poulain   |
| Damendoppel  | Špela Silvester Urška Silvester | Elena Johnson Reshmi Ouseph     | Hayley Donnelly Michelle Douglas |
| Mixed        | Nejc Boljka Urška Silvester     | Matthew Honey Rebecca Fairhurst | Miha Šepec jr. Špela Silvester   |
| Mixed        | Nejc Boljka Urška Silvester     | Matthew Honey Rebecca Fairhurst | Harry Wright Jenny Bilton        |